# Earnshawovo pravidlo
Podle Earnshawova pravidla nemůže být soubor bodových nábojů udržován v pevně ustálené rovnovážné konfiguraci výhradně prostřednictvím elektrostatické interakce těchto nábojů. V roce 1842 to poprvé prokázal britský kněz a matematik známý svými příspěvky teoretické fyzice, Samuel Earnshaw. Toto pravidlo se obvykle zmiňuje v souvislosti s magnetickými poli, ale původně bylo použito pro pole elektrostatická.
Earnshawovo pravidlo se vztahuje na ty klasické síly, jejichž velikost klesá s druhou mocninou vzdálenosti (elektrické a gravitační), a také na magnetické síly permanentních magnetů, pokud jsou tyto magnety tvrdé (nemění své vlastnosti ve vnějších magnetických polích a své magnetické vlastnosti udržují i po vyjmutí z vnějšího magnetického pole). Earnshawovo pravidlo v mnoha obvyklých situacích znemožňuje magnetickou levitaci.
Earnshawovo pravidlo bylo dokázáno i pro obecný případ prostorově rozlehlých těles a platí i pro tělesa pružná a elektricky vodivá pokud nejsou diamagnetická. Existuje několik výjimek z předpokladů pro Earnshawovo pravidlo, které umožňují magnetické nadnášení. Pokud materiály nejsou magneticky tvrdé, ukazuje Braunbeckovo rozšíření Earnshawova pravidla, že paramagnetické látky s relativní magnetickou permeabilitou {\displaystyle \mu _{r}>1} se dále chovají ve smyslu Earnshawova pravidla nestabilně, ale látky s relativní magnetickou permeabilitou {\displaystyle \mu _{r}} {\displaystyle <1} (diamagnetické) umožňují stabilní konfigurace. Diamagnetismus je spojen s malými odpudivými silami, nikoliv s přitahováním.

## Vysvětlení

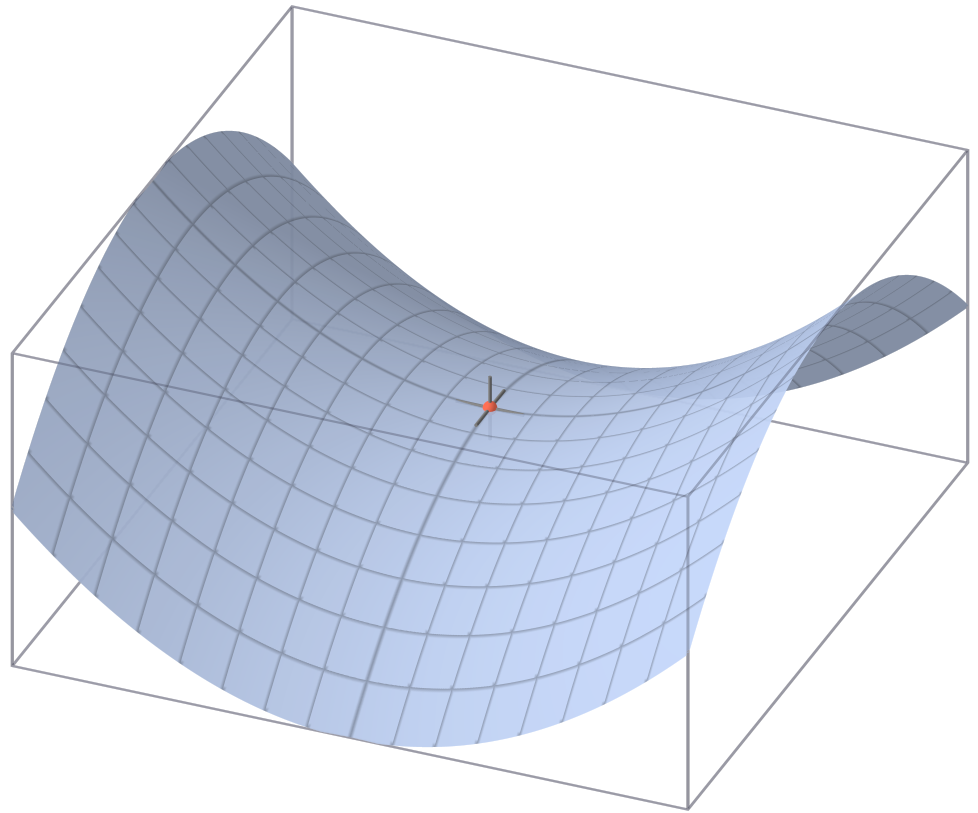
Příklad sedlového bodu (červeně). V tomto případu jde o graf funkce z = x^{2} – y^{2}.

Stručně řečeno, řešení úlohy bodového náboje v libovolném statickém elektrickém poli vychází z Gaussova zákona. Má-li být částice ve stabilní rovnováze, neměly by její malé perturbace („postrčení“) v jakémkoli směru porušit rovnováhu; částce by se měla „stáhnout zpět“ do své původní pozice. To znamená, že všechny siločáry pole kolem rovnovážné polohy částice mají směřovat dovnitř, směrem k této poloze. Jestliže všechny obklopující siločáry směřují k rovnovážnému bodu, potom divergence pole v tom bodu musí být záporná (tzn., že ten bod působí jako propad). Ale podle Gaussova zákona je divergence jakéhokoliv elektrického pole ve volném prostoru rovna nule. Vyjádřeno matematicky, elektrická síla {\displaystyle {\boldsymbol {F}}{\bigl (}{\boldsymbol {r{\bigr )}}}} odvozená z potenciálu {\displaystyle U{\bigl (}{\boldsymbol {r{\bigr )}}}} bude vždy bezdivergentní (splňující Laplaceovu rovnici):
{\textstyle \bigtriangledown \centerdot \mathrm {\boldsymbol {F}} =\bigtriangledown \centerdot {\bigl (}-\bigtriangledown U{\bigr )}=-\bigtriangledown ^{2}U=0.}
Ve volném prostoru proto neexistují žádná lokální minima nebo maxima potenciálu takového pole, existovat mohou pouze sedlové body. Musí existovat nestabilita alespoň v jednom směru a nemůže tedy existovat stabilní rovnováha částice. Abychom byli zcela přesní, existence stabilního bodu nutně nevyžaduje, aby všechny okolní silové vektory směřovaly přesně do stabilního bodu; siločáry se např. mohou vinout ve spirále kolem stabilního bodu. Vedle divergence je totiž nule rovna i rotace vektoru jakéhokoliv elektrického pole ve volném prostoru bez přítomnosti časově proměnného magnetického pole.
Je též možné dokázat Earnshawovo pravidlo přímo z rovnice pro výpočet energie magnetického dipólu ve vnějším magnetickém poli (viz dodatek na konci tohoto textu). Intuitivně je přijatelné, že když pravidlo platí pro jednotlivý bodový náboj, bude platit i pro dva opačné navzájem spojené bodové náboje. Zejména to bude platit i v limitním případu, když se vzdálenost mezi oběma náboji blíží k nule, zatímco se zachovává dipólový moment – bude to tedy platit pro elektrický dipól. Ale když to pravidlo platí pro elektrický dipól, bude platit i pro magnetický dipól, jelikož statické rovnice pro výpočet energie jsou téhož tvaru jak pro elektrické tak pro magnetické dipóly.
Praktickým důsledkem je pak to, že podle Earnshawova pravidla neexistuje žádné statické uspořádání feromagnetických těles, které by mohlo v ustáleném stavu nadnášet nějaký objekt proti gravitaci, i když magnetické síly převažují nad silami gravitačními.

## Mezery v pravidlu
Z Earnshawova pravidla nejsou žádné výjimky pro nepohyblivé permanentní magnety. To však nutně neznamená, že Earnshawovo pravidlo platí pro pohybující se feromagnetické materiály, pro určité elektromagnetické systémy, pro pseudolevitaci a pro diamagnetika. Může to snad vypadat jako výjimky z pravidla, ve skutečnosti jsou však tyto jevy založeny na tom, že porušují některou z podmínek pravidla.
Rotující feromagnetika (jako Levitron) mohou magneticky levitovat s pouhým využitím permanentních magnetů. Poznamenejme, že otáčející se feromagnetická látka není nepohyblivá. Elektromagnet, který přepíná svou polaritu, (nebo systém takových elektromagnetů), může sloužit k nadnášení na účet trvale vydávané energie. Příkladem jsou magneticky nadnášené vlaky známé pod označeném Maglev nebo plovoucí globus. Při pseudolevitaci se pohyb magnetů vymezuje obvykle pomocí provazu nebo stěny. Funguje to proto, že Earnshawovo pravidlo říká, že v trojrozměrném prostoru (3D) existuje nějaký směr, ve kterém bude systém nestabilní. Jestliže zabráníme pohybu právě tímto směrem, dosáhneme levitace v méně než trojrozměrném prostoru vymezeném pro pohyb (všimněme si, že Earnshawovo pravidlo platí pro 3D, nikoliv pro 1D nebo 2D).
Diamagnetické materiály jsou z Earnshawova pravidla vyloučeny, protože jsou z nehomogenního magnetického pole pouze vypuzovány, zatímco pravidlo vyžaduje materiály, které mohou být jak odpuzovány, tak přitahovány. Příkladem je slavná levitující žába (viz diamagnetismus).

## Fyzikální důsledky
Systémy klasických nabitých částic, které obíhají navzájem kolem sebe, jsou nestabilní v důsledku ztrát energie elektromagnetickým zářením. Po celkem dlouhou dobu to vedlo k záhadné otázce, proč hmota drží pohromadě, když existuje řada důkazů o tom, že hmotu drží pohromadě elektromagnetické síly. Jenomže statické konfigurace by byly podle Earnshawova pravidla nestabilní a v případě elektrodynamických konfigurací bychom očekávali, že budou vyzařovat energii a rozpadnou se. Tyto otázky nakonec ukázaly cestu ke kvantově-mechanickému vysvětlení struktury atomu. Ukazuje se, že za pevnost hmoty odpovídá Pauliho vylučovací princip a existence diskrétních atomových orbitalů.

## Důkazy pro magnetické dipóly

### Úvod
Vezmeme v úvahu tři zvláštní případy, přestože existuje i obecnější důkaz. Prvním případem je magnetický dipól konstantní velikosti, který má stálou (neměnnou) orientaci. Ve druhém a třetím případu se orientace magnetických dipólů mění tak, aby dipóly zůstávaly vyrovnané buď paralelně, nebo antiparalelně se siločárami vnějšího magnetického pole. V paramagnetických a diamagnetických látkách se dipóly orientují právě takto – po řadě paralelně resp. antiparalelně vůči siločárám pole.

### Základy
Důkazy, jimiž se zde budeme zabývat, jsou založeny na následujících principech.
Energie {\displaystyle U} magnetického dipólu s dipólovým momentem {\displaystyle {\boldsymbol {m}}} ve vnějším magnetickém poli s indukcí {\displaystyle {\boldsymbol {B}}} je dána výrazem
{\displaystyle U=-{\boldsymbol {m}}\centerdot {\boldsymbol {B=-}}{\bigl (}{m}_{x}{B}_{x}+{m}_{y}{B}_{y}+{m}_{z}{B}_{z}{\bigr )}.}
Dipól bude stabilně nadnášen pouze v těch bodech, kde má energie minimum. Energie může mít minimum jen v těch bodech, kde je Laplaceův operátor energie kladný. Tedy tam, kde
{\displaystyle \bigtriangledown ^{2}U={\partial ^{2}U \over \partial x^{2}}+{\partial ^{2}U \over \partial y^{2}}+{\partial ^{2}U \over \partial z^{2}}>0}.
Protože jak divergence, tak rotace magnetického pole jsou v nepřítomnosti elektrického proudu nebo časově proměnného elektrického pole rovny nule, jsou nulové Laplaceovy operátory jednotlivých složek magnetické indukce. To znamená
{\displaystyle \bigtriangledown ^{2}{B}_{x}=\bigtriangledown ^{2}{B}_{y}=\bigtriangledown ^{2}{B}_{z}=0.}
To je ústřední bod pro porozumění celkovému důkazu a je to dokázáno na samém konci tohoto článku.

### Shrnutí důkazů
Pro energii magnetického dipólu pevné orientace v prostoru a konstantní velikosti platí
{\displaystyle U=-{\boldsymbol {m}}\centerdot {\boldsymbol {B}}=-{\bigl (}m_{x}B_{x}+m_{y}B_{y}+m_{z}B_{z}{\bigr )},}
kde {\displaystyle m_{x}}, {\displaystyle m_{y}} a {\displaystyle m_{z}} jsou konstanty. V tomto případě je Laplaceův operátor energie všude roven nule
{\displaystyle \bigtriangledown ^{2}U=0,}
tedy dipól nemůže mít ani minimum ani maximum energie. To znamená, že ve volném prostoru neexistuje žádný bod, kde by dipól byl buď stabilní ve všech směrech, nebo nestabilní ve všech směrech. Magnetické dipóly srovnané paralelně nebo antiparalelně vzhledem k vnějšímu poli s velikostí dipólového momentu úměrnou vnějšímu poli odpovídají po řadě paramagnetickým a diamagnetickým látkám. V těchto případech bude energie dána výrazem
{\displaystyle U=-{\boldsymbol {m}}\centerdot {\boldsymbol {B}}=-k{\boldsymbol {B}}\centerdot {\boldsymbol {B}}=-k{\bigl (}B_{x}^{2}+B_{y}^{2}+B_{z}^{2}{\bigr )},}
kde {\displaystyle k} je konstanta větší než nula pro paramagnetické látky a menší než nula pro látky diamagnetické. V tomto případě ukážeme, že
{\displaystyle \bigtriangledown ^{2}{\bigl (}B_{x}^{2}+B_{y}^{2}+B_{z}^{2}{\bigr )}\geq 0,}
což v kombinaci s konstantou {\displaystyle k} znamená, že paramagnetické látky mohou mít maxima energie, ale žádná minima, a diamagnetické látky mohou mít minima energie, ale žádná maxima. Paramagnetické látky mohou tedy být ve všech směrech nestabilní, ale nemohou být ve všech směrech stabilní. Diamagnetika mohou být stabilní ve všech směrech, ale nemohou být ve všech směrech nestabilní. Pro oba typy materiálů se ovšem mohou vyskytovat sedlové body.
A na závěr, pro magnetický dipólový moment feromagnetické látky (permanentního magnetu), který je orientován paralelně nebo antiparalelně vzhledem k magnetickému poli, platí
{\displaystyle {\boldsymbol {m}}=k{\frac {\boldsymbol {B}}{|{\boldsymbol {B|}}}},}
takže pro energii pak dostáváme
{\displaystyle U=-{\boldsymbol {m}}\cdot {\boldsymbol {B}}=-k{\frac {\boldsymbol {B\cdot {\boldsymbol {B}}}}{|{\boldsymbol {B|}}}}=-k{\frac {|{\boldsymbol {B|}}^{2}}{|{\boldsymbol {B|}}}}=-k{\bigl (}B_{x}^{2}+B_{y}^{2}+B_{z}^{2}{\bigr )}^{\frac {1}{2}}.}
To je však právě druhá odmocnina energie pro případ paramagnetických a diamagnetických látek probíraných výše. Protože je druhá odmocnina monotónně rostoucí funkcí, každé minimum či maximum v případě paramagnetika či diamagnetika bude minimem nebo maximem i zde. Nejsou však známé žádné konfigurace permanentních magnetů, které by stabilně levitovaly. Mohou tedy existovat jiné důvody, jimiž se zde nezabýváme, proč není možné udržet permanentní magnety v antiparalelní orientaci vůči magnetickému poli (přinejmenším to nelze bez rotace – viz Levitron).

### Podrobné důkazy
Earnshawovo pravidlo bylo odvozeno původně pro bodové náboje v elektrostatice s cílem ukázat, že stabilní uspořádání souboru bodových nábojů neexistuje. Důkazy, které zde uvádíme pro jednotlivé dipóly, lze zobecnit na soubory magnetických dipólů, protože jsou formulovány s ohledem na energii, která je aditivní veličinou. Rigorózní pojetí této věci však přesahuje rámec tohoto článku.

### Magnetické dipóly s pevnou orientací v prostoru
Pro všechny body ve volném prostoru dokážeme, že
{\displaystyle \bigtriangledown \cdot {\bigl (}\bigtriangledown U{\bigr )}=\bigtriangledown ^{2}U={\partial ^{2}U \over \partial x^{2}}+{\partial ^{2}U \over \partial y^{2}}+{\partial ^{2}U \over \partial z^{2}}=0.}
Energie {\displaystyle U} magnetického dipólu s dipólovým momentem {\displaystyle {\boldsymbol {m}}} ve vnějším magnetickém poli s indukcí {\displaystyle {\boldsymbol {B}}} je dána výrazem
{\displaystyle U=-{\boldsymbol {m\cdot {\boldsymbol {B}}}}=-m_{x}B_{x}-m_{y}B_{y}-m_{z}B_{z}.}
Laplaceův operátor bude
{\displaystyle \bigtriangledown ^{2}U=-{\partial ^{2}{\bigl (}m_{x}B_{x}+m_{y}B_{y}+m_{z}B_{z}{\bigr )} \over \partial x^{2}}-{\partial ^{2}{\bigl (}m_{x}B_{x}+m_{y}B_{y}+m_{z}B_{z}{\bigr )} \over \partial y^{2}}-{\partial ^{2}{\bigl (}m_{x}B_{x}+m_{y}B_{y}+m_{z}B_{z}{\bigr )} \over \partial z^{2}}.}
Rozšířením a přerovnáním členů (připomeňme, že dipólový moment {\displaystyle {\boldsymbol {m}}} je konstantní) dostaneme
{\displaystyle \bigtriangledown ^{2}U=-m_{x}{\Bigl (}{\partial ^{2}B_{x} \over \partial x^{2}}+{\partial ^{2}B_{x} \over \partial y^{2}}+{\partial ^{2}B_{x} \over \partial z^{2}}{\Bigr )}-m_{y}({\partial ^{2}B_{y} \over \partial x^{2}}+{\partial ^{2}B_{y} \over \partial y^{2}}+{\partial ^{2}B_{y} \over \partial z^{2}}{\Bigr )}-m_{z}({\partial ^{2}B_{z} \over \partial x^{2}}+{\partial ^{2}B_{z} \over \partial y^{2}}+{\partial ^{2}B_{z} \over \partial z^{2}}{\Bigr )}=-m_{x}\bigtriangledown ^{2}B_{x}-m_{y}\bigtriangledown ^{2}B_{y}-m_{z}\bigtriangledown ^{2}B_{z}.}
Ale Laplaceův operátor jednotlivých komponent magnetického pole je ve volném prostoru nulový (nepočítaje elektromagnetické záření), takže
{\displaystyle \bigtriangledown ^{2}U=-m_{x}\cdot 0-m_{y}\cdot 0-m_{z}\cdot 0=0,}
což důkaz uzavírá.

### Magnetický dipól srovnaný se siločárami vnějšího pole
Nejprve se budeme zabývat dipóly paramagnetických nebo diamagnetických látek. Pro energii platí
{\displaystyle U=-k|{\boldsymbol {B|}}^{2}=-k{\bigl (}B_{x}^{2}+B_{y}^{2}+B_{z}^{2}).}
Po rozšíření a přerovnání členů dostaneme
{\displaystyle \bigtriangledown ^{2}|{\boldsymbol {B|}}^{2}=\bigtriangledown ^{2}{\bigl (}B_{x}^{2}+B_{y}^{2}+B_{z}^{2}{\bigr )}=2{\bigl (}|\bigtriangledown B_{x}|^{2}+|\bigtriangledown B_{y}|^{2}+|\bigtriangledown B_{z}|^{2}+B_{x}\bigtriangledown ^{2}B_{x}+B_{y}\bigtriangledown ^{2}B_{y}+B_{z}\bigtriangledown ^{2}B_{z}{\bigr )}.}
Jelikož je však Laplaceův operátor každé jednotlivé složky magnetického pole nulový, dostáváme
{\displaystyle \bigtriangledown ^{2}|{\boldsymbol {B}}|^{2}=2{\bigl (}|\bigtriangledown B_{x}|^{2}+|\bigtriangledown B_{y}|^{2}+|\bigtriangledown B_{z}|^{2}{\bigr )}.}
A protože druhá mocnina jakékoli veličiny je vždy nezáporná, musí být
{\displaystyle \bigtriangledown ^{2}|{\boldsymbol {B}}|^{2}\geq 0.}
Jak bylo řečeno výše, znamená to, že Laplaceův operátor energie paramagnetické látky nikdy nemůže být kladný (neexistuje stabilní nadnášení) a Laplaceův operátor energie diamagnetické látky nemůže být nikdy záporný (neexistuje nestabilita ve všech směrech). A dále, protože energie dipólu konstantní velikosti srovnaného do směru vnějšího pole je druhou odmocninou shora uvedené energie, vztahuje se na dipól konstantní velikosti tentýž rozbor.

### Laplaceův operátor jednotlivých složek magnetického pole
Zde dokážeme, že Laplaceův operátor každé z jednotlivých složek magnetické indukce je roven nule. Je třeba odvolat se na následující vlastnosti magnetického pole, totiž že jeho divergence je vždy nulová a rotace magnetického pole je nulová ve volném prostoru (to znamená bez elektrického proudu nebo proměnného elektrického pole). Pro podrobnější diskusi o těchto vlastnostech magnetického pole je třeba se zabývat Maxwellovými rovnicemi.
Uvažme Laplaceův operátor x-ové složky indukce magnetického pole
{\displaystyle \bigtriangledown ^{2}B_{x}={\partial ^{2}B_{x} \over \partial x^{2}}+{\partial ^{2}B_{x} \over \partial y^{2}}+{\partial ^{2}B_{x} \over \partial z^{2}}={\partial  \over \partial x}{\partial B_{x} \over \partial x}+{\partial  \over \partial y}{\partial B_{x} \over \partial y}+{\partial  \over \partial z}{\partial B_{x} \over \partial z}.}
Protože rotace B je rovna nule, platí
{\displaystyle {\partial B_{x} \over \partial y}={\partial B_{y} \over \partial x}} a {\displaystyle {\partial B_{x} \over \partial z}={\partial B_{z} \over \partial x}} ,
takže dostáváme
{\displaystyle \bigtriangledown ^{2}B_{x}={\partial  \over \partial x}{\partial B_{x} \over \partial x}+{\partial  \over \partial y}{\partial B_{y} \over \partial x}+{\partial  \over \partial z}{\partial B_{z} \over \partial x}.}
Jelikož je {\displaystyle B_{x}} spojitou funkcí, nehraje pořadí derivací žádnou roli a tak dostáváme
{\displaystyle \bigtriangledown ^{2}B_{x}={\partial  \over \partial x}{\Bigl (}{\partial B_{x} \over \partial x}+{\partial B_{y} \over \partial y}+{\partial B_{z} \over \partial z}{\Bigr )}={\partial  \over \partial x}{\bigl (}{\boldsymbol {\bigtriangledown \cdot {\boldsymbol {B}}}}{\bigr )}.}
Divergence {\displaystyle {\boldsymbol {B}}} je nula,
{\displaystyle {\boldsymbol {\bigtriangledown \cdot {\boldsymbol {B}}}}=0,}
tedy
{\displaystyle {\boldsymbol {\bigtriangledown }}^{2}B_{x}={\partial  \over \partial x}{\bigl (}{\boldsymbol {\bigtriangledown \cdot {\boldsymbol {B}}}}{\bigr )}=0} .
Laplaceův operátor y-ové složky magnetické indukce {\displaystyle B_{y}} a Laplaceův operátor z-ové složky magnetické indukcer {\displaystyle B_{z}} můžeme spočítat analogicky.
Alternativně lze využít také identitu
{\displaystyle {\boldsymbol {\bigtriangledown }}^{2}{\boldsymbol {B}}={\boldsymbol {\bigtriangledown {\bigl (}}}{\boldsymbol {\bigtriangledown \cdot {\boldsymbol {B}}}}{\bigr )}-{\boldsymbol {\bigtriangledown \times {\bigl (}{\boldsymbol {\bigtriangledown \times }}}}{\boldsymbol {B}}{\bigr )}} ,
kde oba členy v závorce vymizí.